# Batka János (levéltáros)
Batka János (Pozsony, 1845. október 4. – Pozsony, 1917. december 3.) városi levéltáros, művészeti kritikus.

## Élete
Tevékeny részt vett Pozsony zenei életében. Számos művésszel, tudóssal és íróval folytatott levelezést, többek között Bartók Béla, Johannes Brahms, Ludwig Burger, Fadrusz János, Kodály Zoltán, Liszt Ferenc, Johann Strauss, Rigele Alajos, Richter János, Tilgner Viktor, Richard Wagner, Zichy Géza. Több ezer levelet magában foglaló gyűjteményét Pozsony városra hagyományozta. Hagyatéka különböző pozsonyi intézmények (Pozsonyi Városi Levéltár, Pozsonyi Városi Könyvtár, Pozsonyi Városi Múzeum, Pozsonyi Városi Galéria) gyűjteményében található.
1869-től a Pressburger Zeitung munkatársa és zenekritikusa volt.

## Emléke
- Rigele Alajos faragta mellszobrát 1918. október 26-án leplezték le a pozsonyi Rudnay téren. A hatalomváltás után a szobrot eltávolították, ma a Pozsonyi Városi Galéria gyűjteményében található. A szobor eredeti helyére való visszahelyezését ismét szorgalmazzák.[2]

## Művei
- A Paugin-féle Biographie universelle des Musiciens számára megírta a magyar zenészek életrajzait.